# Баробасная
Бароба́сная — река в России, в Каргасокском районе Томской области. Устье реки находится в 121 км по правому берегу реки Лымбелька. Длина реки составляет 10 км. Вытекает из озера Баробасного. Рядом находится болото Барабасное.

## Данные водного реестра
По данным государственного водного реестра России относится к Верхнеобскому бассейновому округу, водохозяйственный участок реки — Обь от впадения реки Васюган до впадения реки Вах, речной подбассейн реки — Васюган. Речной бассейн реки — (Верхняя) Обь до впадения Иртыша.